# Grezna
Grezna (cyr. Грезна) – wieś w Serbii, w okręgu zajeczarskim, w gminie Knjaževac. W 2011 roku liczyła 285 mieszkańców.